# نژاد (زیست‌شناسی)

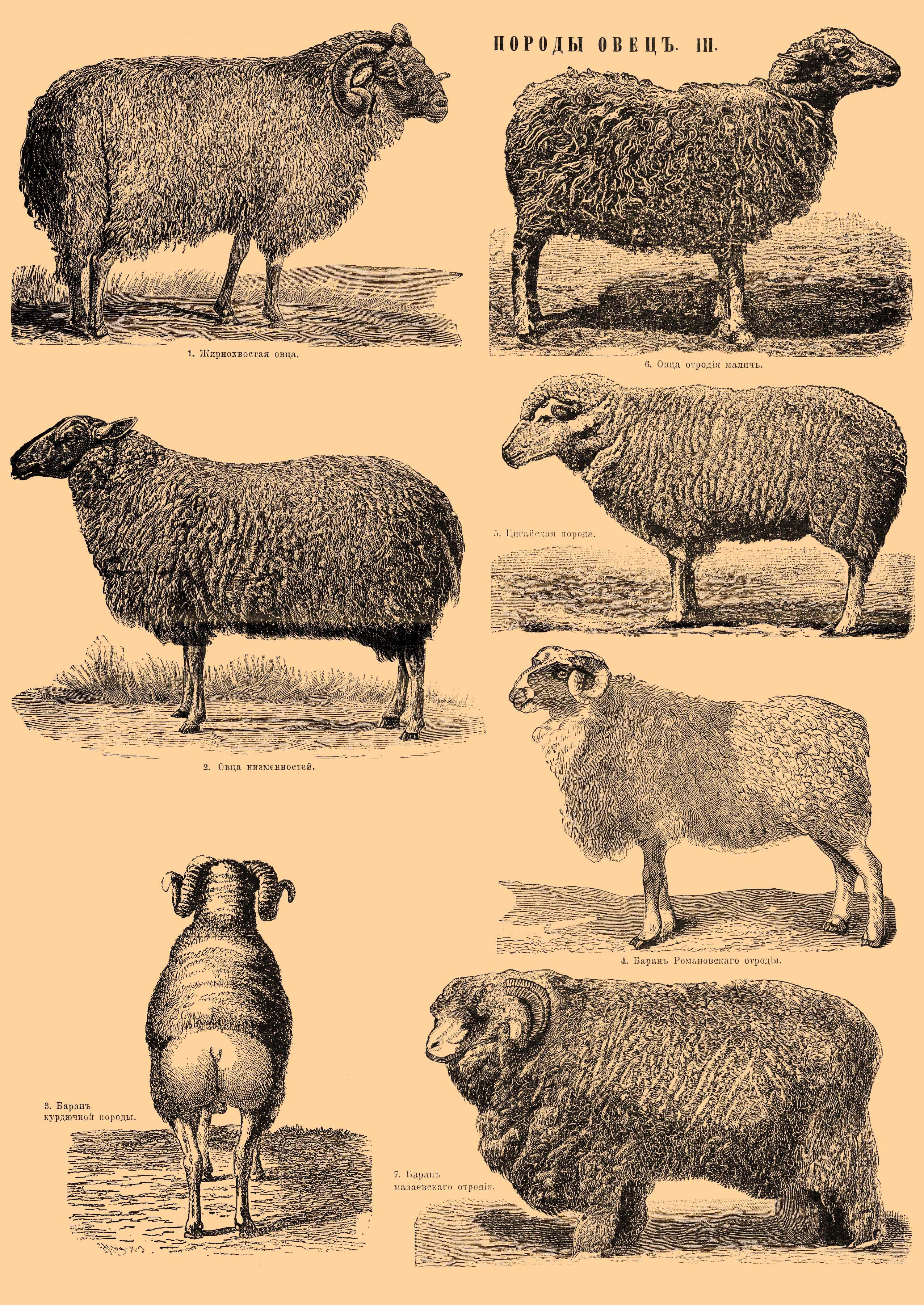
انواع نژاد

نژاد در زیست‌شناسی یک گونه یکسان بر اساس تفاوت‌های کوچک ژنتیکی و ریخت‌شناسی به نژادهای مختلف تقسیم می‌شود. در صورتی‌که تفاوت‌های ژنتیکی بسیار متمایز باشند دو یا سه نژاد به عنوان یک زیرگونه شناخته می‌شود که به‌طور رسمی دارای یک گروه در آرایه‌شناسی است و در زیر گونه قرار دارد. اگر تفاوت‌های ژنتیکی و ریخت‌شناسی جزئی باشد به عنوان نژاد در نظر گرفته می‌شود. نژادها به‌طور رسمی در آرایه‌شناسی جایگاهی ندارند.